# 은하 (가수)
은하(본명: 정은비, 본명 한자: 丁恩妃, 1997년 5월 30일~)는 대한민국의 걸 그룹 VIVIZ의 멤버이자 여자친구의 멤버였다.

## 학력
- 서울양강초등학교(졸업)
- 신남중학교(졸업)
- 서울공연예술고등학교 무대미술과(졸업)

## 생애
어린 시절에 이혼을 전문으로 하는 부부클리닉 사랑과 전쟁에 자신의 본명인 정은비로 아역배우로 출현한적이 있다. 역할은 아이돌인 동방신기의 팬역할을 했다. 7살 때 조직구 증식증(영어: Langerhans cell histiocytosis)이란 희귀 질병을 앓아 초등학교 6학년 때까지 주기적으로 혈액 검사를 하였다. 지금은 완치되었다. 현제는 VIVIZ와 여자친구의 멤버가 되면서 다시 연예계에서 활동을 시작했다. 멤버들 중에서는 유일하게 이혼을 전문므로 하는 부부클리닉 사랑과 전쟁의 아역배우 출신이다.
2016년 5월에는 블락비의 멤버 박경의 솔로 곡 〈자격지심〉의 피처링을 맡았다. 이 협업은 박경이 여자친구의 〈시간을 달려서〉를 듣고 은하의 목소리가 좋다고 여겨 제안한 것이 성사된 것이다. 이 곡에서 박경이 부르는 부분은 화자보다 더 우월한 다른 남자를 질투하는 이야기이고, 은하가 부르는 부분은 상대 화자를 애타게 하는 내용을 담았다. 이 밖에도 은하는 특유의 음색을 기반으로 2016년에만 총 세 건의 피처링에 참여하였다.

## 음반 활동

### 참여 음반
| 종류       | 앨범 정보                                                        | 트랙 리스트 |
| ---------- | ---------------------------------------------------------------- | --- |
| 사운드트랙 | 육룡이 나르샤 OST Part.7 - 발매일 : 2016년 3월 7일               | 1. 이별로 오지마 2. 내님금 그리샤 3. 사해랄 주리여 4. 무이이야 (Original Ver.) 5. 이별로 오지마 (Inst.)                                                          |
| 사운드트랙 | 복면가왕 68회 - 발매일: 2016년 7월 17일                          | 1. Heaven (섹시한 먼로) 2. 슬픔 속에 그댈 지워야만해 (상큼한 산토리니) 3. 여러분 (니 이모를 찾아서) 4. 비상 (장기알과 얼굴들) 5. 그리움만 쌓이네 (로맨틱 흑기사) |
| 사운드트랙 | 사랑의 온도 OST Part.2 - 발매일 : 2017년 10월 2일                | 1. 사랑 ing 2. 사랑 ing (Inst.) |
| 사운드트랙 | 더 패키지 OST Part.5 - 발매일 : 2017년 11월 3일                  | 1. 오늘따라 예쁘다 (With 윤딴딴) 2. Imagine 3. 오늘따라 예쁘다 (Inst.)                                                                                           |
| 사운드트랙 | 러블리 호리블리 OST Part.4 - 발매일 : 2018년 9월 11일            | 1. So In Love 2. So In Love (Inst.) |
| 사운드트랙 | 왕이 된 남자 OST Part.3 - 발매일 : 2019년 1월 28일               | 1. 말해줘요 2. 말해줘요 (Inst.) |
| 사운드트랙 | 절대 그이 OST Part.3 - 발매일 : 2019년 5월 31일                  | 1. Mr. Stranger 2. Mr. Stranger (Inst.) |
| 사운드트랙 | 버디크러시 OST - 발매일 : 2021년 1월 29일                        | 1. 버디버디 |
| 사운드트랙 | 선배, 그 립스틱 바르지 마요 OST Part.3 - 발매일 : 2021년 2월 1일 | 1. 설레 2. 설레 (Inst.) |

1. 피처링

- 2015년 - Pro C 〈밤에 본 한강〉
- 2016년 - 박경 〈자격지심〉
- 2016년 - MC몽 〈케미〉(정규 음반 《U.F.O》 7번 트랙)

### 콜라보레이션
| 앨범 정보                                      | 가수                              | 수록곡                                        |
| ---------------------------------------------- | --------------------------------- | --------------------------------------------- |
| Fall, in girl vol.1 - 발매일: 2016년 10월 12일 | 은하 황치열                       | - 반딧불이 (Firefly) (Feat. 릴보이)           |
| 인기가요 뮤직크러쉬 Part.2 - 2016년 11월 27일  | 써니걸스 (은하, 성소, 유아, 낸시) | - Taxi                                        |
| 왼손 오른손 - 발매일: 2017년 10월 26일         | 천지 은하                         | - 왼손 오른손                                 |
| THE LOVE OF SPRING - 발매일: 2019년 4월 11일   | 은하 라비                         | - BLOSSOM                                     |
| 복면가왕 67회 - 발메일: 2016년 7월 10일        | 박하나 은하                       | - Je T'aime (SOS 해상구조대, 상큼한 산토리니) |

### 기타 음반
| 앨범 정보                  | 발매일           | 가수                                    | 수록곡 |
| -------------------------- | ---------------- | --------------------------------------- | ------ |
| 인기가요 뮤직크러쉬 Part 2 | 2016년 11월 27일 | 써니걸스 (은하, 성소, 유아, 나영, 낸시) | - Taxi |

## 음반 외 활동

### 뮤직비디오
- 2015년: 유승우 - 예뻐서
- 2016년: 진해성 - 멋진여자
- 2016년: 박경 - 자격지심

### 예능
| 연도 | 기간                 | 방송사    | 프로그램                     | 역할      | 참고                            |
| ---- | -------------------- | --------- | ---------------------------- | --------- | ------------------------------- |
| 2015 | 2월 16일             | 엠넷      | 《야만TV》                   | 출연자    |                                 |
| 2015 | 7월 31일             | KBS2      | 《뮤직뱅크》                 | 출연자    | 유승우〈예뻐서〉 무대의 상대 역 |
| 2016 | 5월 20일 ~ 6월 10일  | MBig TV   | 《오마이 갓!팁》             | 고정 출연 | 웹예능                          |
| 2016 | 7월 10일             | MBC       | 《미스터리 음악쇼 복면가왕》 | 참가자    | 닉네임:상큼한 산토리니          |
| 2016 | 7월 17일             | MBC       | 《미스터리 음악쇼 복면가왕》 | 참가자    | 닉네임:상큼한 산토리니          |
| 2016 | 9월 18일             | KBS2      | 《헬로 프렌즈 - 친구추가》   | 게스트    |                                 |
| 2016 | 11월 5일 ~ 12월 24일 | skyTravel | 《여자친구가 사랑한 유럽》   | 고정 출연 |                                 |
| 2017 | 8월 7일              | KBS2      | 《대국민 토크쇼 안녕하세요》 | 게스트    |                                 |
| 2017 | 11월 5일             | KBS2      | 《슈퍼맨이 돌아왔다》        | 특별출연  |                                 |
| 2017 | 12월 6일 ~ 1월 3일   | K STAR    | 《더 프렌즈 in 아드리아해》  | 고정출연  | 데뷔 1000일기념                 |
| 2020 | 10월 31일            | JTBC      | 《아는 형님 - 걸그룹 대전》  | 게스트    | 엄지와 동반출연                 |
| 2023 | 1월 14일             | JTBC      | 《형님학교x아는여고 동창회》 | 게스트    | 신비와 동반출연                 |
| 2023 | 1월 21일             | JTBC      | 《형님학교x아는여고 설특집》 | 게스트    | 신비와 동반출연                 |
| 2023 | 1월 29일             | KBS2      | 《사장님 귀는 당나귀 귀》    | 뉴 보스   |                                 |

### 진행
| 방송사  | 제목             | 기간            | 참고      |
| ------- | ---------------- | --------------- | --------- |
| SBS MTV | 《더 쇼 시즌5》  | 2016년 9월 6일  | 스페셜 MC |
| Mnet    | 《엠카운트다운》 | 2017년 9월 14일 | 스페셜 MC |

### 인터넷방송
| 연도 | 제작      | 프로그램                                                        | 기간     | 비고   |
| ---- | --------- | --------------------------------------------------------------- | -------- | ------ |
| 2021 | Storhythm | 《[Event] 은하(EUNHA)와 함께하는 '시간의 끝에서' 듀엣 이벤트!》 | 6월 18일 | 유튜브 |

### 내용주
1. ↑  수상 소감에서 "하나님 아버지"이라고 언급하였다.

### 참조주
1. ↑  이승록 기자 (2015년 2월 2일). “어느 날, 여섯 명의 '여자친구'가 생겼다(인터뷰)”. 마이데일리. 2015년 2월 7일에 확인함.
2. ↑  160114 여자친구 Gfriend- 신인상 Rookie 서울가요대상 Seoul Music Awards - 유튜브
3. ↑  “[★이력서] 이렇게 사랑스러운 '여자친구' 보셨나요?”. 스타에이지. 2015년 3월 4일. 2016년 3월 5일에 원본 문서에서 보존된 문서. 2015년 12월 3일에 확인함.
4. ↑  이어진 (2017년 1월 25일). “7년 전 '여자친구' 은하의 깜찍했던 아역 시절”. 중앙일보. 2019년 9월 2일에 확인함.
5. ↑  여자친구 은하 "어릴 적 희귀병 앓아…엄마께 걱정스러운 딸" (인터뷰⑤), 마이데일리, 2015년 8월 10일.
6. ↑  박희아 (2018). 《아이돌의 작업실》. 경기: 위즈덤하우스. 193쪽. ISBN 9791162204276.
7. ↑  박희아 (2018). 《아이돌의 작업실》. 경기: 위즈덤하우스. 190쪽. ISBN 9791162204276.
8. ↑  전원 (2016년 5월 25일). “[MD리뷰] 백아연 독주막은 박경, '자격지심' 필요없는 러블리 스타일”. 마이데일리. 2019년 9월 2일에 확인함.
9. ↑  선미경 (2016년 11월 2일). “[뮤직톡톡] 여자친구 은하, 박경부터 황치열·MC몽까지 '新케미 요정'”. OSEN. 2019년 9월 2일에 확인함.